# Zubowice
Zubowice – wieś w Polsce położona w województwie lubelskim, w powiecie zamojskim, w gminie Komarów-Osada.
| SIMC    | Nazwa    | Rodzaj    |
| ------- | -------- | --------- |
| 0891074 | Majdanek | część wsi |

W latach 1975–1998 miejscowość administracyjnie należała do województwa zamojskiego.
Wieś jest sołectwem w gminie Komarów-Osada. Według Narodowego Spisu Powszechnego z roku 2011 wieś liczyła 479 mieszkańców.
Wieś jest siedzibą rzymskokatolickiej parafii św. Michała Archanioła w Zubowicach. W Zubowicach znajduje się zabytkowy kościół rzymskokatolicki pw. św. Michała Archanioła. Świątynia pochodzi z XVIII w. (być może z 1777 r.), wcześniej pełniła funkcję cerkwi greckokatolickiej, a następnie prawosławnej. Obok kościoła znajduje się drewniana dzwonnica z 1777 r. Na terenie miejscowości znajdują się też dwa cmentarze: czynny katolicki oraz pozostałości prawosławnego.

## Historia
Wieś położona w staropolskim powiecie bełskim.
W wieku XIX Zubowice opisano jako wieś i dobra w powiecie tomaszowskim, gminie Tyszowce, parafii Dub, oddalona o 1 milę od Tyszowiec, 24 wiorsty od Tomaszowa a 28 wiorst od Zamościa. W roku 1880 wieś posiadała 100 domów, 840 mieszkańców, w tym 170 wyznania rzymskokatolickiego. We wsi Cerkiew parafialna, a także szkółka. Gleba według notki Słownika geograficznego Królestwa Polskiego popielatka, urodzajna. Ludność zajmuje się rolnictwem, rzemieślnicy: 2 kowali, 3 tkaczy. 
W 1827 r. było 79 domów, 678 mieszkańców. Dobra Zubowice składały się w r. 1885 z folwarku Zubowice i Janówka, z nomenklaturą Przeszkody i Zubów, posiadały rozległość mórg 2468 w tym: folwark Zubowce gruntów ornych i ogrodów mórg 609, łąk mórg 391, lasu mórg 856, przestrzenie sporne stanowiły mórg 66 zaś nieużytki mórg 83. W folwarkach budynki murowane 2, drewnianych 25. W uprawie płodozmian 8. polowy. Folwark Janówka posiadał gruntów ornych i ogrodów mórg 427, nieużytków mórg 30. Budynków murowanych 10, płodozmian 9. polowy las był nieurządzony. Wieś Zubowice liczyła osad 82, z gruntem mórg 1039.
W 1896 roku funkcjonowała tu gorzelnia, produkująca 21000 wiader spirytusu.
Wedle spisu z roku 1921 (wówczas w gminie Tyszowce) było tu 121 domów oraz 687 mieszkańców, w tym 14 Żydów i 421 Ukraińców.
W okresie międzywojennym wieś znajdowała się w gminie Tyszowce, powiecie Tomaszowskim.